# 2022年6—7月澳門2019冠狀病毒病聚集性疫情之澳門巴黎人醫學觀察酒店大規模感染事件

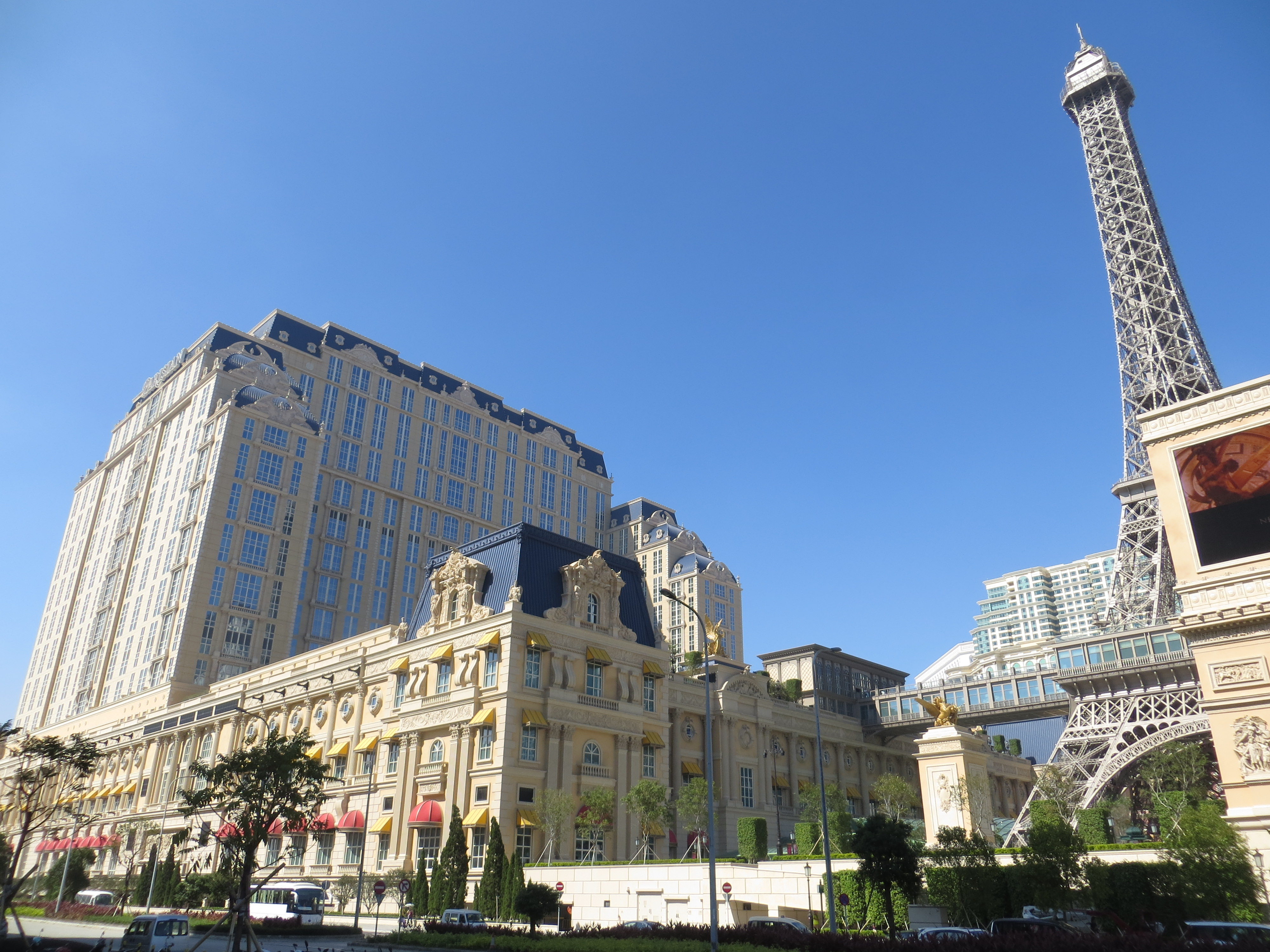
自2022年6月25日起，該酒店在2022年6月澳門大規模疫情期間被政府徵用列作收治核心密切接觸者的指定醫學觀察酒店

2022年6－7月澳門2019冠狀病毒病聚集性疫情之澳門巴黎人醫學觀察酒店大規模感染事件，簡稱巴黎人事件，是指在2022年澳門2019冠狀病毒病聚集性疫情期間發生在用作醫學觀察酒店用途的澳門巴黎人，因於酒店內已實施閉環的工作人員在進行防疫措施過程中處理不當，導致該酒店內在不同防疫環節上出現漏洞，使該酒店內有一部分閉環工作人員和部分正在接受醫學觀察的住客受感染。該事件是繼2021年爆發的“保安群組”疫情後，第二宗醫學觀察酒店因工作人員管理不當導致大規模感染2019冠狀病毒病的事件，涉及病毒變異株為Omicron變異病毒株BA.5.1亚型。在該事件中，政府相關部門包括衛生局、旅遊局以及酒店方面處理手法和做法飽受批評，在該酒店隔離人士被無限期“加監”，相關政府部門遭到猛烈批評，才後知後覺地才邀請第三方機構（科大醫院）進行評估，以及對完成曾入住該酒店醫學觀察人士核酸檢測要求等引起了不少的爭議，成為該疫情最嚴重的爭議事件之一。直至2022年7月25日，該酒店累計55人受感染，包括36名曾於該酒店工作的閉環工作人員及19名於該酒店接受隔離醫學觀察的人士。

## 事件揭發
2022年7月14日防疫記者會上，衛生局傳染病防控處處長梁亦好表示，醫學觀察酒店內有閉環管理的工作人員受感染，由於醫觀酒店有工作人員確診，作為防範措施，衛生局決定延長部分人士的醫學觀察時間，共有 29人，並重新安排部分已完成醫觀人士再次接受醫學觀察 5天，共有144人。經記者提問後，梁亦好證實用作醫學觀察酒店的澳門巴黎人，有7名閉環員工確診，5名為保安人員，2人負責派發食物等樓層工作。30人定義為有風險，離開崗位接受醫觀。

## 事發背景及過程
2022年7月16日，應變協調中心公佈，首宗個案於7月11日發現由該酒店內一名工作人員感染，已立即通知旅遊局要求加強監督工作。7月13日再發現同一樓層有員工感染後，已即時將該樓層的住客遷移到其他樓層入住，並通過電話通知已離開酒店的完成隔離人士需連續4天進行核酸檢測。7月14日，當發現有在巴黎人酒店完成隔離人士出現感染後，已即時透過新聞發佈會向公眾公佈有關事情，並聯絡通知所有於7月10日或之後離開有關隔離酒店的人士，以及安排重新進行隔離。然而，在酒店發現感染個案同時仍有不少完成隔離人士離開酒店，直至7月13日。

## 要求曾於該酒店醫觀人士返回再接受醫觀
2022年7月15日防疫記者會上，衛生局傳染病防控處處長梁亦好表示，巴黎人醫學觀察酒店有工作人員感染確診，目前感染原因仍在調查，強調一定要找出原因，避免日後有相同的事情發生，目前已將有關情況交給相應機關調查。梁亦好認為，現時最重要是即時採取預防及改善措施，當局已要求可能受感染的人士重新接受醫學觀察，並切換感染風險較高的工作人員，而相關的陽性個案在傳染風險期接觸過的人士已接受管控，相信對社會影響不會太大。 同時在公佈事件後，隨即採取防範措施，要求共144人曾入住巴黎人7樓和 8樓完成醫學觀察人士，重新返回酒店醫觀，7月14日並安排快速抗原檢測和核檢，至今發現共 13人的結果呈陽性。梁亦好稱，考慮巴黎人酒店出現疫情傳染風險，當局與旅遊局開會後要求馬上執行多項工作，包括將有較高感染風險的工作人員調離崗位，重新調派新工作人員到酒店內工作；現時在巴黎人酒店醫觀人士，需要延長醫學觀察期至7月20日，並根據酒店情況再決定解除隔離時間。

## 責成第三方機構調查

### 隱秘不提供第三方機構名稱
7月16日防疫記者會上，有記者兩度問及澳門巴黎人醫觀酒店爆發群集性疫情事件，是否有關部門是否監管不足，以及有無部門要為事件負上責任和有無途徑讓受事件影響的人士索償。李偉農回應稱，「現在不是講責任的時候，而是要找出問題所在」，然後儘快堵塞，做好監管工作，而衛生部門、旅遊部門一直跟進有關工作。旅遊局傳播及對外關係廳廳長劉鳳池補充，旅遊局當時已立刻要求第三方監察機構對巴黎人的工作流程進行評估，發現酒店在執行感染控制環節上存在瑕疵，局方稍後會把詳細報告提交予衛生局，與衛生局保持密切溝通，擬定更優化的措施和指引，交回酒店執行。
7月17日防疫記者會上，有記者促請政府說明巴黎人醫觀酒店出現陽性個案群組原因。旅遊局傳播及對外關係廳廳長劉鳳池表示，對於有人在醫觀酒店受感染感到抱歉，旅遊局作為協調的角色，已要求酒店嚴格執行衛生當局指引。劉鳳池稱，已與衛生局開會討論第三方監察機構提交的評估報告，並提出優化建議，已責成酒店安排員工在工作後，使用專用電梯到閉環房間休息，並不再使用扣門方式，通知房間住客取餐；她又稱，由於病毒株 BA.5傳染力強，相關酒店工作人員亦不是專業醫護人員，是接受培訓後展開相關工作，相信他們已盡最大能力去執行工作，局方亦會盡力監督酒店嚴格執行指引，歡迎有問題可向旅遊局反映。 亦有記者問及是否有途徑給予事件受影響人士進行申訴或索償，會否設專線讓接受有關針對隔離酒店問題的申訴。劉鳳池回應，目前局方有旅遊熱線及電郵，歡迎居民提供意見及查詢。對於酒店頻頻出現染疫事件，有市民批評當局沒有與衛生局加強溝通有關隔離酒店工作人員日常、以及工作時的注意事項；亦有意見認為酒店以後不應出現第三次因低級錯誤令工作人員、甚至市民受感染。

### 第三方機構名稱終揭盅
7月18日，有記者想了解澳門巴黎人醫觀酒店感染事件最新情況，並且問及旅遊局提到邀請的第三方醫療監察機構是哪一間，最終在防疫記者會上揭盅。旅遊局公共關係處處長藍同好表示，自2021年便聘請了科大醫院作第三方醫療監察機構，對隔離酒店進行巡查監督，並就此提出意見。隨後，當局於7月19日凌晨作澄清，巡查的隔離酒店並不包括巴黎人，當局只在該酒店出現感染個案後隨即委託科大醫院巡查情況。有記者追問現時有無對巴黎人酒店或其他隔離酒店增設監管人員，藍同好表示一般人員不能隨便進入醫學觀察酒店，政府跨部門與醫觀酒店之間透過通訊群組處理一些即時情況，局方希望可以儘量堵塞任何漏洞，不希望單以事件發生後才跟進。
2022年7月19日，科大醫院發出聲明，指該院作為第三方巡查監察機構，主要巡查的醫學觀察酒店有4間，分別是金寶來、皇庭海景、麗景灣和鷺環海天醫學觀察酒店。由7月14日起獲旅遊局緊急委託，針對巴黎人酒店巡查檢視。7月15日緊急派員首次巡查，並即時將巡查結果及存在的問題，反饋給旅遊局及衛生局疾病預防控制中心查閱及開展跟進工作。目前工作仍有序執行中。

## 衛生部門不將巴黎人事件列入群組
2022年7月19日防疫記者會上，衛生局傳染病防控處處長梁亦好表示，當局沒將巴黎人事件未納入群組，屬特別事件。至於巴黎人事件涉及醫觀人士於同日進行一次核酸檢測，根據結果決定7月20日是否完成隔離。她稱“巴黎人事件”是發生在醫觀酒店內，現時未見到基於該事件引起的社區傳播，故沒有納為感染群組。 對於巴黎人酒店事件，有市民批評為何事件發生前有關隔離酒店沒有被監察，出現確診後隔了數天才「立刻」委託第三方去巡查。對此，旅遊局傳播及對外關係廳廳長劉鳳池回應指在本輪疫情發生後，在每增加一間醫觀酒店，事前必須由衛生當局對該酒店設施作考察及評估，只有符合防疫條件才能成為醫觀酒店。衛生當局亦會發出相應的指引及對酒店相關員工進行培訓，旅遊局亦會督促酒店必須嚴格執行和落實衛生部門的指引。

## 對醫觀人士延長醫學觀察期
2022年7月20日疫情記者會上，衛生局傳染病防控處處長梁亦好表示，已通知在巴黎人酒店進行醫學觀察人士，需延長醫學觀察期至7月25日，期間每日需進行核酸檢測。由於巴黎人酒店有閉環員工出現感染，當局要求酒店把整批閉環員工撤換，撤換時間是7月16日晚上，整批工作人員離開了工作地點，在透過市政署為工作場所進行清潔消毒後，新一批員工在7月17日零時進入巴黎人酒店工作。由於有感染風險的工作人員在7月16日晚上才離開，因此計算方式是7月17日起加8日，按此來決定延長期限至7月25日結束，目的是確保現時在巴黎人酒店的人士沒有被感染才離開醫學觀察酒店返回社區。
2022年7月22日防疫記者會上，衛生局傳染病防控處處長梁亦好表示，過去兩日，巴黎人酒店沒有任何新增個案，所有醫學觀察人士只要在7月25日前，其核酸檢測結果為陰性時，就可以如期於該日解除醫學觀察。
2022年7月23日防疫記者會上，衛生局傳染病防控處處長梁亦好澄清，當局在7月21至22日將在巴黎人接受醫觀的人士轉到另一間酒店隔離。並回應目前酒店一切正常，最新確診個案是在三日前，無發現新個案。只是有關醫觀人士提出希望轉醫觀酒店，當局顧及有關人士感受，在詢問酒店所有醫觀人士的意願後，最終共104人冀轉酒店。強調目的為減少有關人士擔憂，並非有新疫情出現。
2022年7月26日防疫記者會上，衛生局傳染病防控處處長梁亦好表示，巴黎人醫學觀察人士已全部於7月25日解除醫學觀察期，包括早前召回需接受醫觀的人士。另外，旅遊局稱，已委託第 3方醫療機構，為新增的醫學觀察酒店做巡查工作。

## 在該事件中累計感染人數
2022年7月19日防疫記者會上，衛生局傳染病防控處處長梁亦好表示，作醫觀酒店用途的澳門巴黎人累計染疫工作人員36名，較前一日 (2022年7月18日) 新增一例，該名員工已於7月16日被管控。另外，有19名曾在該酒店醫學觀察住客感染，較前一日新增兩例，估計新增的兩例不與巴黎人酒店有關，而是與同住人有關。

## 社會人士和正在醫觀人士批評政府部門做法

### 社會人士反應
2022年7月18日，巴黎人醫觀酒店累計52人染疫，包括35名工作人員及17名隔離人士。對於再有醫觀酒店防疫變破疫，傳新澳門協會理事長兼任立法會直選議員林宇滔批評政府對醫觀酒店的監管不力，醫觀酒店顯然地有防疫漏洞，存有系統性的問題，他建議可嘗試利用科技等手段進行監管，透過監控鏡頭抽查了解隔離酒店員工的防疫意識等。同時，他認為政府應該對有關事件全面並向公眾交代，並舉一反三，檢視同為外判工作的核酸檢測服務，從而確保醫療系統的運行。
2022年7月21日，立法會舉行首次以視像方式召開全體會議，直選議員鄭安庭在議程前發言表示，以澳門巴黎人醫觀酒店出現數十名閉環工作人員以及已完成醫觀的住客感染事件為例，認為情況令人憂慮，「事實上，一些城市疫情爆發的起點都是由醫觀酒店開始，Omicron變種病毒傳染力很強，可通過空氣傳播，令防疫難度大增。」，「雖醫觀酒店無法做到醫院負壓隔離病房的規格，但肯定存在改善的空間。」鄭安庭引述市民表示，144名曾入住巴黎人完成醫學觀察人士，在酒店發現防疫漏洞爆疫後，又被重新要求返回酒店醫觀，對他們造成很大困擾。而144人中，更有一部份原本核檢陰性的住客因入住醫觀酒店導致染疫。不少二度返回巴黎人隔離的市民坦言，擔心自身隨時因隔離而染疫，長時間精神緊繃造成身心俱疲，壓力倍增。雖然當局去年就已聘請了科大醫院作第三方醫療監察機構，對隔離酒店進行巡查監督及提出意見。鄭安庭表示，受巡查的隔離酒店並不包括巴黎人，當局只在該酒店出現感染個案後才委託科大醫院巡查情況，當局在恆常監察方面仍存在缺失。鄭安庭促請有關部門正視醫觀酒店散疫事件，督促醫療監察機構儘快徹查醫觀酒店內存在漏洞和隱患，及時優化相關指引，並監督酒店執行落實改善措施。

### 被延長醫觀人士心理壓力大增
2022年7月20日，有於該酒店接受醫觀人士在社交平台稱，原定7月20日解除隔離，突然被通知被延長，表示“我真的要瘋了……在這裡還更可怕！”。亦有隔離人士家屬指出，其家人的隔離期原定至7月16日結束，結果被一延再延，不滿現在要居民為當局的失職負責。
居住在安仿西街紅碼大廈的苦主表示，他們一家人在7月8日當天住所被鎖定為紅碼，7月10日收到通知要被到巴黎人酒店隔離，本來通知7月20日就可完成隔離，但突然被通知延長隔離至7月25日。該一家人當時住所內僅餘三名長者，兩名六十多歲，另外一名已高齡89歲。該苦主表示三名長者在隔離酒店孤苦無靠，他們因為一直未能離開酒店，反而令他們更加擔心自己健康是否出現問題。面對一而再，再而三地被困，亦令到他們的心情更壓鬱。而染疫樓層涉及七和八樓，居住在該酒店十六樓也遭受“加監”，導致居民對防疫政策感到「無奈」。
有任職澳門四季酒店內的四季名店員工表示，他們一行四人因涉及四季名店感染群組被安排在該酒店進行醫學觀察，原本7月15日可以離開酒店，但突然收到消息隔離期延至7月20日，打電話去應變協調中心，工作人員沒有正面回覆，求助無門，在百般不情願下強行配合第一次被延長。7月20日，第二次被延長隔離期至7月25日，令人百思不解的是醫觀酒店不是用來監管有潛在確診風險的人群嗎？如何做到沒有其他新增個案才可安排離開？這樣符合醫觀酒店用途嗎？該名員工極不滿意政府部門的回覆，沒完沒了被延長隔離期，又認為為何要將他們再次納入隔離時間延長個案內？因為每位被隔離的人士都會有家人，有工作，有些亦是經濟支柱，若在隔離期間出現突發情況，特區政府會否有其它措施應對和解決？

### 加監人士被要求連續三天到山頂醫院進行核檢
有巴黎人醫觀酒店事件的苦主表示，因為有家人陽性，導致其一家四口被列為密切接觸者，原本在7月17日完成醫學觀察，而且帶著其未滿三歲的小孩，飯菜不適合小孩進食，又認為政府需承擔該事件失誤所帶來的後果。另有苦主表示，被長期醫學觀察，很多人的身心都已經出現很大的問題。因不明原因的感染源頭，令很多隔離人士都生活在恐懼之中，更加上不知何時才能離開，身心的疲倦、不斷在心理上折磨，很多隔離人士已在情緒崩潰邊緣。她又質疑，政府所謂的防疫政策「不可以一刀切，但為何巴黎人酒店的醫觀人士就被一刀切，沒有任何科學的評估就無限延長醫觀人士的隔離期限？」另一方面，“加監”人士被要求一連六天進行核檢，首三日要前往山頂醫院進行核檢，有受「巴黎人」事件影響的市民直批此舉是對他/她們的「多重處罰」。有市民表示，自己原本因為密切接觸者而須到巴黎人酒店 隔離8日，並於13日離開。後因巴黎人爆疫情故被衛生局要求隔離5日，但「好彩」地點則為巴黎人對面的新濠影匯，但被要求一連六天接受核檢，其中三天要到山頂進行。該市民認為不少市民及外僱停工/失業，手停口停，沒經濟能力乘坐的士，要求衛生局立即取消3日上山頂核檢這項無理要求；同時，特區政府必須查明事件，並指出須問責的一方以及向受事件影響的市民作出賠償。

### 衛生部門澄清巴黎人醫觀酒店“加監”人士3天內須到山頂醫院核檢
7月23日疫情記者會上，衛生局傳染病防控處處長梁亦好指因巴黎人事件而被影響的隔離人士，若到25日其核檢仍為陰性，不管其有否被轉移到其他地方隔離，都可如期解除隔離。又澄清相關核檢陰性兼完成隔離人士必須指定到山頂醫院進行核酸檢測，這些相關人士健康碼會變為黃碼，但可以到任何社區核酸檢測站進行檢測採樣。